# Estação Ferroviária de Vila Real de Santo António
A Estação Ferroviária de Vila Real de Santo António é uma interface da Linha do Algarve, que serve a cidade de Vila Real de Santo António, no Distrito de Faro, em Portugal. A estação primitiva entrou ao serviço em 14 de Abril de 1906, tendo o novo edifício sido inaugurado em 4 de Setembro de 1945.

## Descrição

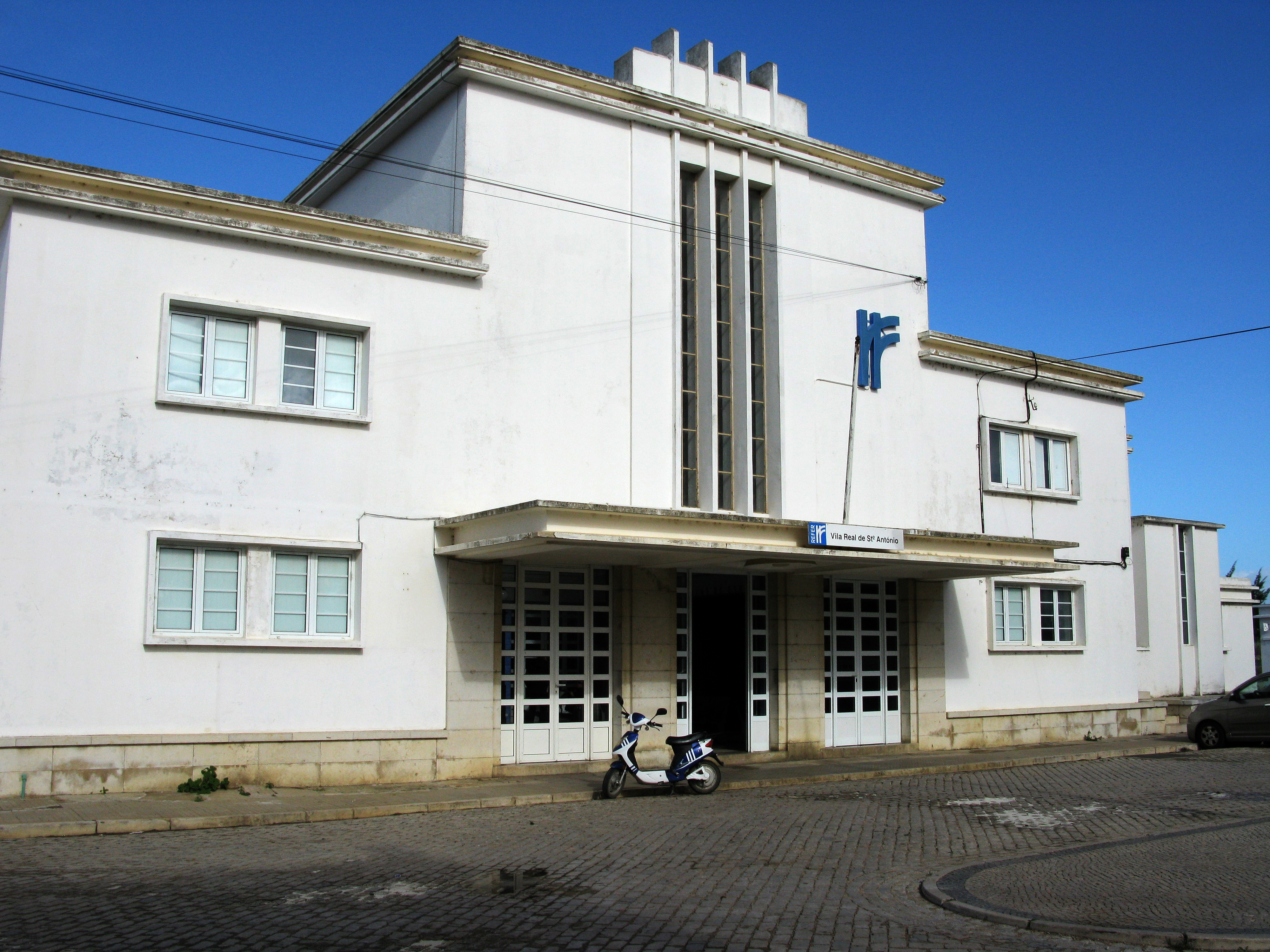
Fachada da estação, em 2014

### Localização e acessos
Esta interface situa-se na cidade de Vila Real de Santo António, com acesso pelo Largo da Estação Ferroviária (também chamado Rua da Estação Velha).
Em dados de 2022, este interface não é diretamente servido pelo transporte público rodoviário coletivo da rede regional Vamus Algarve apesar das oito carreiras que circulam na cidade (32, 34, 43, 66, 67, 73, 96, e 119); a paragem mais próxima situa-se a 419 m.

### Infraestrutura
Esta interface apresenta três vias de circulação, identificadas como I, II, e III, com comprimentos de 276, 352, e 314 m, respetivamente, e acessíveis por plataformas de 110 m de comprimento e 685 mm de altura; existem ainda duas vias secundárias, identificadas como IV e V, com comprimentos de 156 e 124 m.

#### Edifício da estação
O edifício de passageiros desta estação, projectado pelo arquitecto Cottinelli Telmo, integra-se no estilo modernista. Situa-se do lado norte da via (lado direito do sentido ascendente, a VRSA-Guadiana).

### Serviços
Em dados de 2023, esta interface é terminal de comboios de passageiros da C.P. em serviço regional tipicamente com treze circulações diárias em cada sentido com destino em Faro e doze com origem naquela estação.

## História

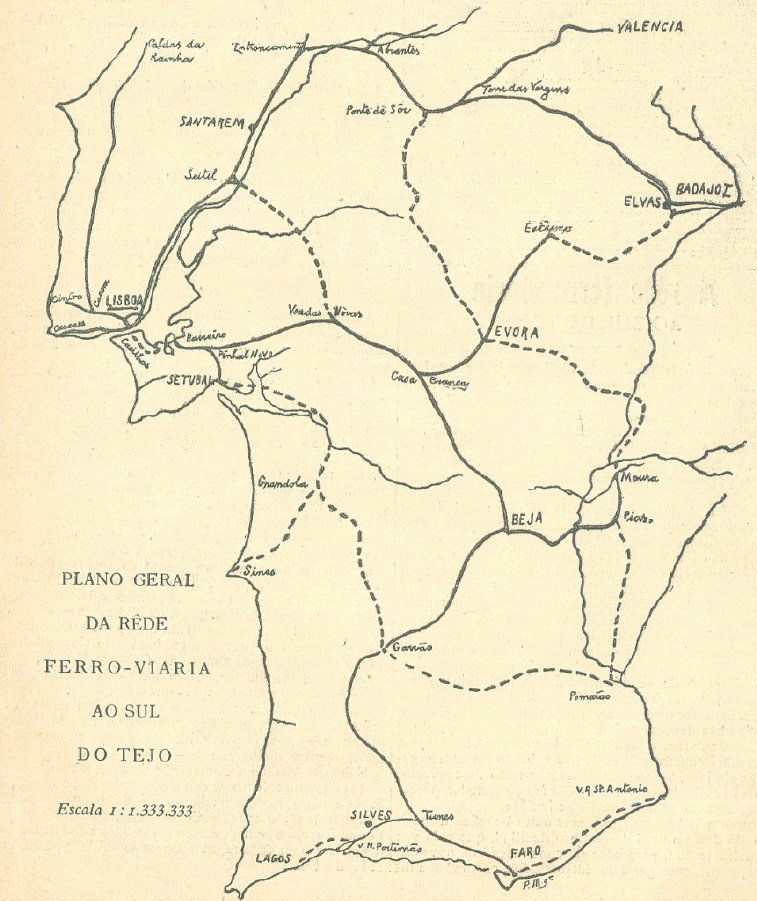
Plano da Rede ao Sul do Tejo, decretado em 27 de Novembro de 1902. Uma dos projectos assinalados era a continuação da Linha do Sul além de Faro até Vila Real de Santo António.

### Antecedentes e planeamento
Em 2 de Dezembro de 1878, Joseph William Henry Bleck foi autorizado por um concurso a construir uma ligação ferroviária entre Vila Real de Santo António e Lagos, servindo as principais localidades do Algarve. Este alvará foi transferido para a Companhia Portugueza de Caminhos de Ferro do Sul, que apresentou um projecto para este caminho de ferro, com uma estação em Vila Real de Santo António. No entanto, a concessão foi considerada como caduca por uma portaria de 19 de Dezembro de 1893. Em 1897, o Ministro da Fazenda apresentou às Câmaras uma proposta de lei para o arrendamento das linhas então sob a jurisdição do Estado, e para autorizar o governo a abrir concurso para várias ligações ferroviárias, incluindo uma de Faro a Vila Real de Santo António. Esta proposta foi aceite, tendo sido oficialmente publicada em 10 de Agosto do mesmo ano. Este empreendimento fazia parte da rede ferroviária do Algarve, que também incluía o lanço até Lagos. Um dos motivos para a abertura da linha até Vila Real de Santo António foi a necessidade de melhor servir, por via ferroviária, os campos agrícolas na região do Sotavento Algarvio.
Em 13 de Maio de 1904, foi publicada uma portaria que ordenou a realização de estudos para a futura instalação da gare, no local que tinha sido preferido pela população. Previa-se então que as locomotivas chegariam a Vila Real de Santo António no prazo aproximado de um ano.

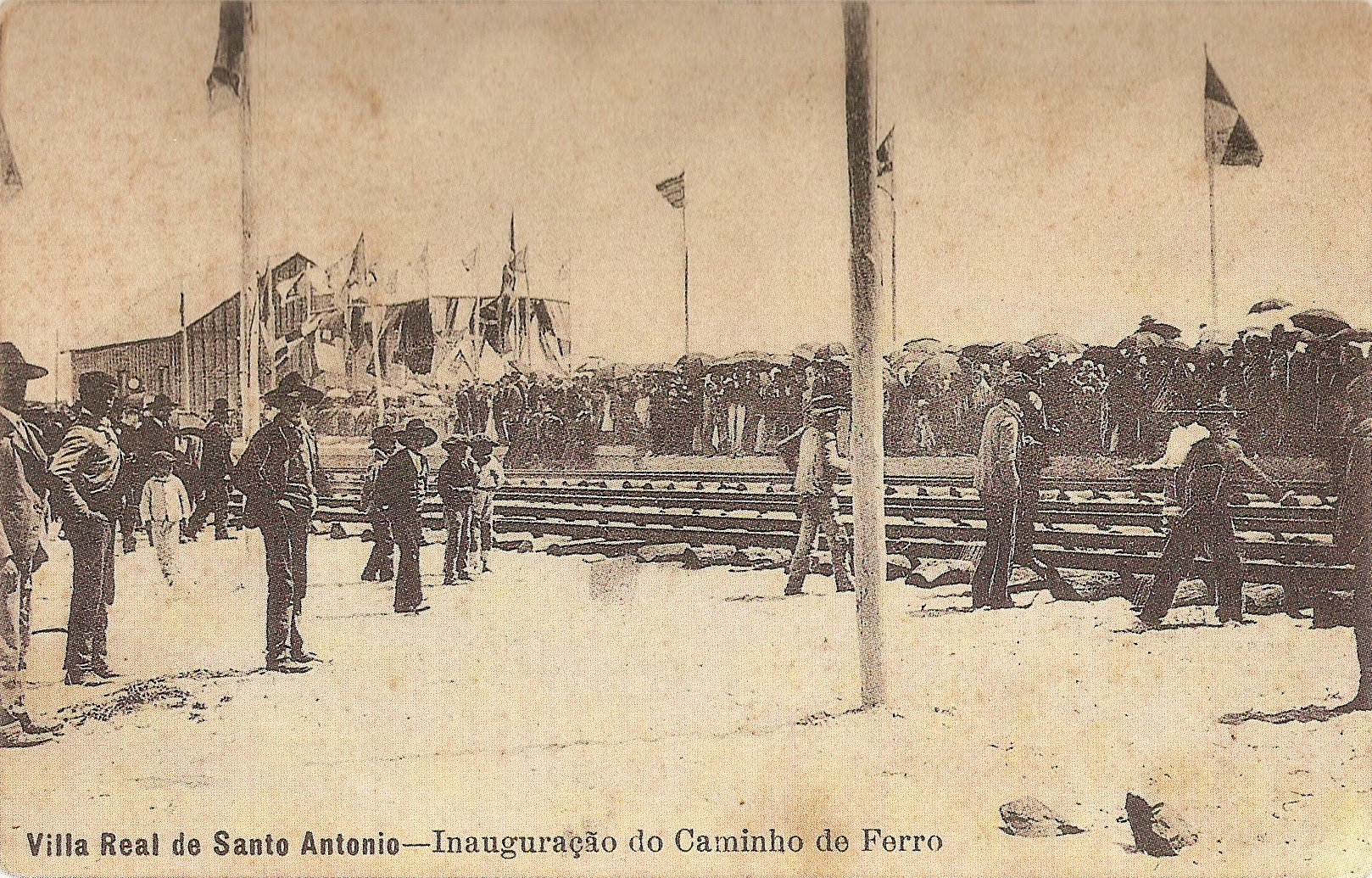
Postal retratando a cerimónia de inauguração, em 1906

### Construção e inauguração
Em 11 de Janeiro de 1905, teve lugar o concurso para as terraplanagens e obras de arte no lanço de Cacela a Vila Real de Santo António.
O troço entre Tavira e Vila Real de Santo António entrou ao serviço em 14 de Abril de 1906, sendo então considerado como parte da Linha do Sul. Porém, a inauguração foi criticada num artigo publicado no jornal O Heraldo, de Tavira, que acusou o governo de ter aberto à circulação aquele lanço antes de estar totalmente concluído, de forma a beneficiar os círculos políticos no Sotavento Algarvio. Segundo o artigo, a estação de Vila Real de Santo António entrou ao serviço sem reunir as condições necessárias para as suas funções, faltando ainda construir as casas para o pessoal, a remise e a placa giratória, entre outras infraestruturas.

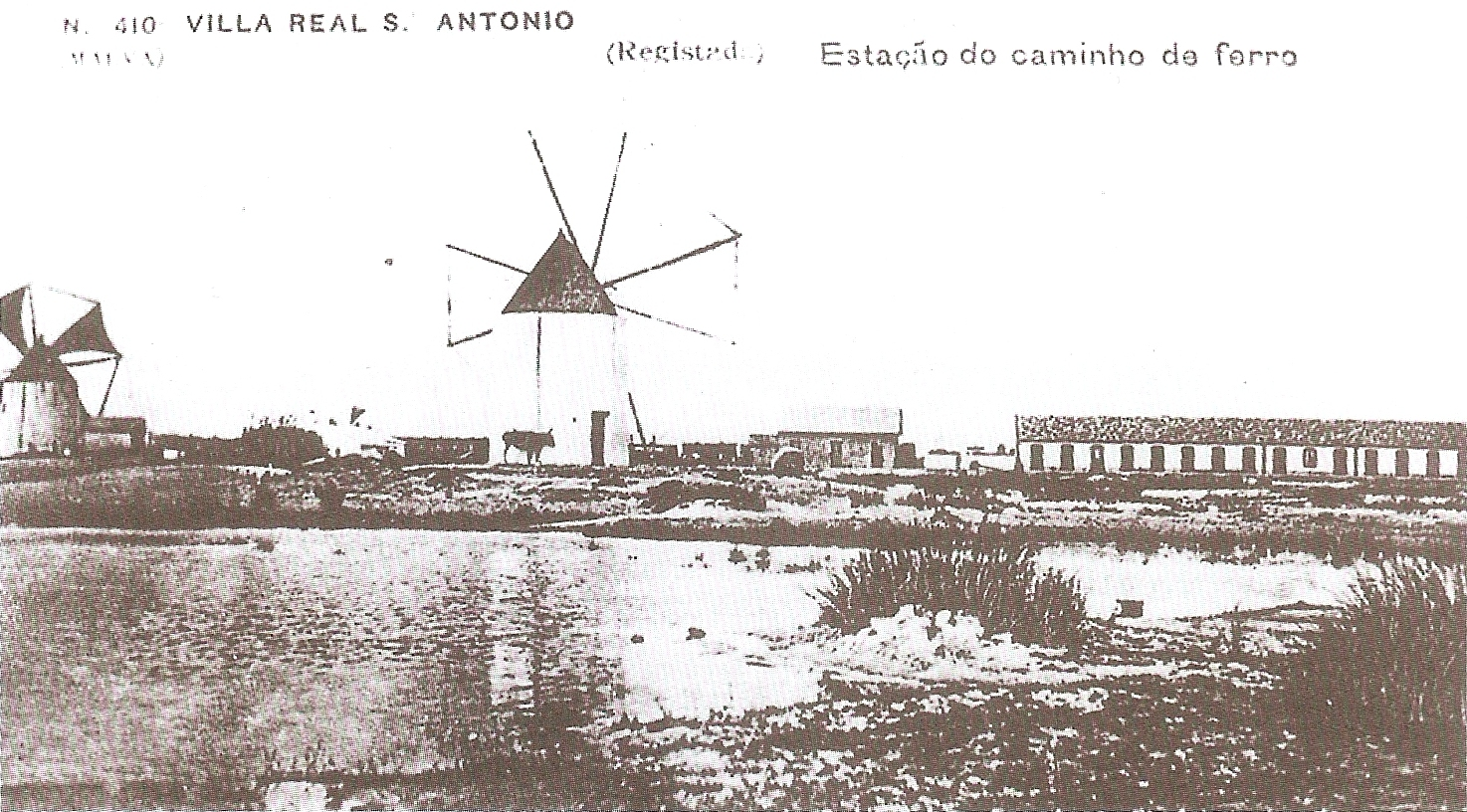
Antiga estação de Vila Real de Santo António

### Décadas de 1930 e 1940
A primeira estação de Vila Real de Santo António foi instalada numa zona então afastada da vila e do rio, de forma a permitir a futura construção de uma ponte internacional, para a ligação à rede ferroviária espanhola. No entanto, isto criou dificuldades de acesso, sendo necessário atravessar uma zona de areais e terrenos alagadiços para chegar à gare. Assim, foi planeada a instalação de uma nova interface, tendo em 1940 uma brigada de engenheiros visitado Vila Real de Santo António, para escolher o local para a nova estação. Entretanto, em 1936 já tinha sido elaborado o desenho do edifício da nova estação, da autoria do arquitecto Cottinelli Telmo em 1936. Em 4 de Setembro de 1945, foi inaugurada a nova interface.
Em 22 de Dezembro de 1948, realizou-se um concurso público relativo à empreitada n.º 93, da construção da parte em elevação das cocheiras para locomotivas e carruagens na estação de Vila Real de Santo António. Esta obra foi adjudicada à firma Construtora Algarvia, Ld.ª, de Olhão, no valor de 1:528.089$00 escudos, por um diploma do Ministério das Comunicações, publicado no Diário do Governo n.º 46, II Série, de 25 de Fevereiro de 1949.

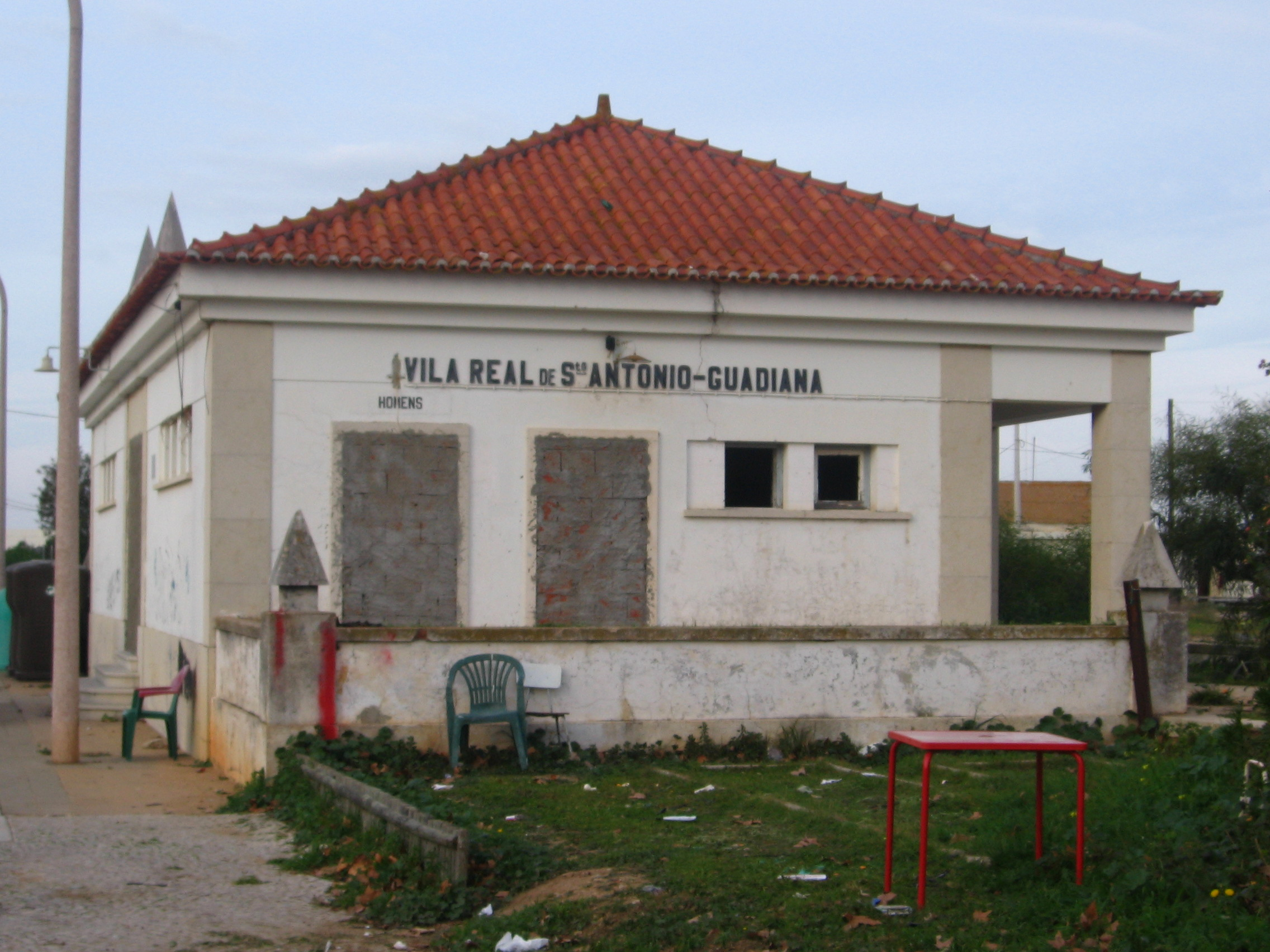
Antigo edifício de Vila Real de Santo António - Guadiana, em 2008.

### Prolongamento até à margem do Guadiana
Embora originalmente se tenha previsto uma ligação ferroviária contínua até Espanha, por meio de uma ponte, esta obra seria muito dispendiosa, motivo pelo qual também se pensou em fazer a travessia do Rio Guadiana por meio de barcos. Com efeito, numa proposta de lei de 24 de Março de 1904, elaborada por José Fernando de Sousa a ordens do Ministro das Obras Públicas, Transportes e Comunicações, Conde de Paçô Vieira, estava prevista uma ponte-cais no Rio Guadiana, no topo da Linha do Sul. Do lado espanhol, em Ayamonte, devia ser construída uma estrutura idêntica, para estabelecer um serviço de vapores entre as duas margens. Porém, a construção da ponte foi cancelada, tendo sido substituída por um serviço de vapores entre as duas margens.
Em 1927, existia um serviço de autocarros entre Ayamonte e Huelva, em combinação com os comboios rápidos de Lisboa a Vila Real de Santo António. Em 11 de Maio desse ano, a Companhia dos Caminhos de Ferro Portugueses começou a explorar as vias férreas dos Caminhos de Ferro do Estado. Em 24 de Agosto de 1936, foi inaugurada a linha de Ayamonte a Huelva. Para facilitar o acesso por parte dos passageiros com origem ou destino em Espanha, foi prolongada a linha até à margem do Rio Guadiana, onde foi construída uma nova gare ferro-fluvial. O Apeadeiro de Vila Real de Santo António - Guadiana foi inaugurado em 24 de Janeiro de 1952, passando todos os comboios a ser prolongados até à nova gare, embora a antiga estação tenha continuado a ser a gare principal de Vila Real de Santo António.

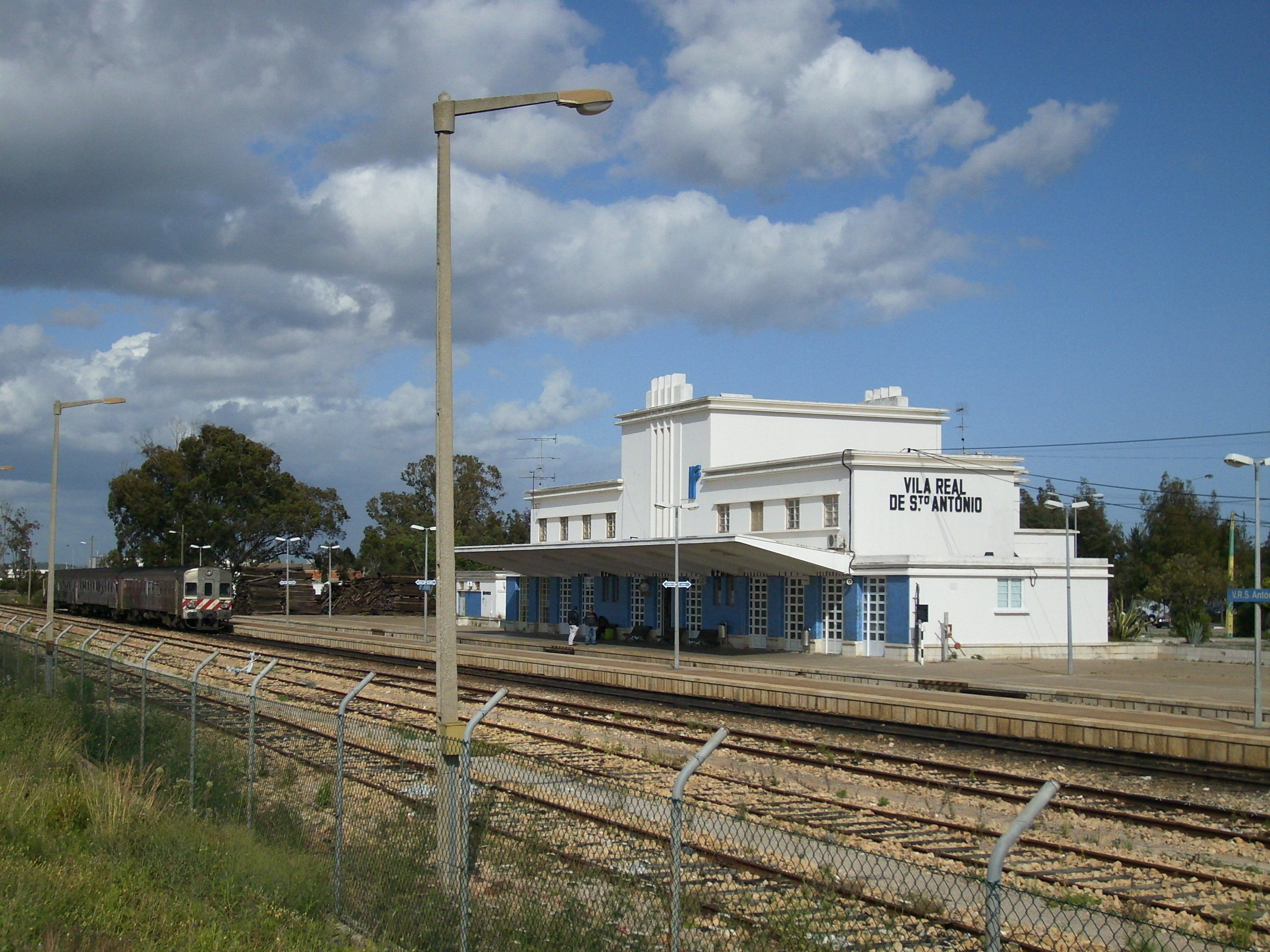
Vista geral do edifício da estação, inaugurado em 1945

### Décadas de 1950 e 1960
Nos princípios da década de 1950, a estação albergou uma delegação do Secretariado Nacional de Informação. Em 1 de Novembro de 1954, foram iniciados os serviços de automotoras entre Lagos e Vila Real de Santo António. Em 1956, a Compagnie Internationale des Wagons-Lits mantinha três serviços nos comboios entre o Barreiro e Vila Real de Santo António, um de carruagens-camas, outro de carruagens-restaurantes e um de cantinas.
Em 20 de Junho de 1969, o Conselho de Administração da Companhia dos Caminhos de Ferro Portugueses aprovou a criação de comboios em regime de excursão entre Vila Real de Santo António e Lisboa, como forma de combater a crescente concorrência do transporte rodoviário na região Sul.

### Década de 1990
Em 1991, principiaram os comboios InterRegionais entre Vila Real de Santo António e Lagos.

### Movimento de passageiros e mercadorias
A estação de Vila Real de Santo António foi um dos principais destinos de veraneio no Sotavento Algarvio.
Também se afirmou como um importante entreposto de mercadorias, para o embarque de gado, especialmente do tipo bovino, azeite, adubos, carvão e vários metais, com destino ao resto do Algarve, predominantemente Faro e Olhão, e para Vendas Novas. Também recebeu um grande volume de carga, especialmente folha-de-flandres, vinda de Lisboa, e vinhos e frutos secos, originários do resto do Algarve, do Barreiro e de Vendas Novas. O movimento decresceu após o início da Primeira Guerra Mundial, mas voltou a crescer após o final da Segunda Guerra Mundial, quando a estação tornou-se um importante centro de distribuição de cereais e farinhas oriundos de Mértola e Alcoutim, o que impulsionou a instalação de uma moagem em Vila Real de Santo António. Deixou de receber folha-de-flandres, mas passaram a chegar madeiras e lenhas em grande quantidade, cortiça e alimentos, originários de Vendas Novas, Lisboa, Barreiro, Santa Clara-Sabóia, Pereiras, São Marcos da Serra, Setúbal e Alvalade. No entanto, a crise económica e a falta de infra-estruturas adequadas, entre outras causas, provocou uma regressão no movimento de mercadorias nesta estação, tendo perdido alguma da sua importância como entreposto, para as Estações de Olhão e Faro.

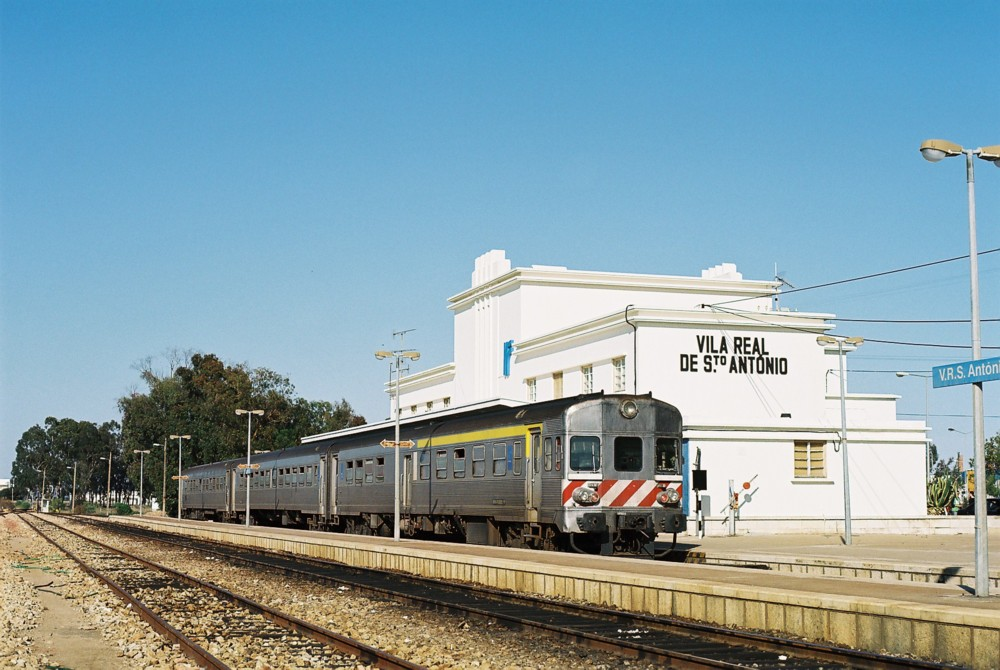
Automotora 0609 em Vila Real de Santo António, em 2005

### Século XXI
Em Janeiro de 2011, esta estação contava com três vias de circulação, duas com 437 m de comprimento, e a terceira, com 407 m; só as primeiras duas linhas estavam munidas de plataformas, ambas com 133 m de extensão, tendo a primeira 35 cm de altura, e a segunda, 40 cm — valores mais tarde alterados para os atuais.